# Cathédrale d'Orte
La cathédrale d'Orte est une église catholique romaine d'Orte, en Italie. Il s'agit d'une cocathédrale du diocèse de Civita Castellana.
Description
L'église donne sur la place principale (Piazza della Libertà, anciennement Piazza Santa Maria) et se situe à côté du palais de l'évêque. La basilique actuelle a été construite pour remplacer la basilique médiévale précédente, dont elle conserve le squelette architectural.